# Martin Kryštof
Martin Kryštof (Velké Meziříčí, 11 ottobre 1982) è un pallavolista ceco.
Gioca nel ruolo di libero nel České Budějovice.

## Carriera
La carriera di Martin Kryštof inizia nel settore giovanile del Příbram, dove gioca per dieci annate, per poi essere promosso in prima squadra, esordendo nella Extraliga ceca nella stagione 2000-01: resta legato al club per quattro annate e, pur senza ottenere grandi risultati, riceve comunque le prime chiamate nella nazionale ceca a partire dal 2002.
A causa dei problemi economici del suo club, nella stagione 2004-05 passa al Dukla Liberec, club col quale raggiunge due finali scudetto e si aggiudica due edizioni consecutive della Coppa della Repubblica Ceca.
Nella stagione 2008-09 lascia per la prima volta la Repubblica Ceca, iniziando una lunga militanza nella 1. Bundesliga tedesca con lo Charlottenburg, dove rimane per sette annate: col club della capitale tedesca raggiunge la Final four della Challenge Cup 2009-10, classificandosi al terzo posto e vincendo il premio di miglior libero, mentre in ambito nazionale vince tre scudetti consecutivi.
Ritorna nel massimo campionato ceco nella stagione 2015-16 ingaggiato dal České Budějovice.

## Palmarès

### Club
- Campionato tedesco: 3

2011-12, 2012-13, 2013-14
- Coppa della Repubblica Ceca: 2

2006-07, 2007-08

### Nazionale (competizioni minori)
- Memorial Hubert Wagner 2011

### Premi individuali
- 2010 - Challenge Cup: Miglior libero